# Pany sense gallet
Una arma amb pany sense gallet és un tipus d'arma de foc que no té un gallet visible des de l'exterior del pany. El nom és en sentit figurat, ja que ha de tenir un gallet d'algun tipus a l'interior, però no té un gallet que l'usuari pugui armar amb el dit.
En rifles, utilitzant un piu percussor en lloc de gallet és una millora substancial perquè el temps des del moment de prémer el disparador fins al tret, pot ser més curt. Això fa el rifle més acurat, perquè els tremolors musculars del que dispara tenen menys temps per moure el rifle fora de l'objectiu on s'apuntava.
Un dels desavantatges del gallet exterior era la tendència a enganxar-se en articles com la roba, embolcalls, etc. emprar un piu percussor en lloc del gallet redueix aquesta tendència.

## Primers dissenys sense gallet
Les primeres armes de percussió, seguint el patró dels seus avantpassats de rastell, eren de gallets. La conversió es va fer substituint la cassoleta i l'oïda per un mugró per un pistó de percussió i el gallet per un martell capaç d'aixafar el pistó i encendre la pólvora. El gallet estava a un costat de l'arma de foc, fàcilment accessible per armar-lo i desarmar-lo. .
Les armes de foc de cartutx més primerenques senzillament copiades l'estil més vell d'acció; el .45-70 "Trapdoor" rifle i cartutx més primerenc doble-barreled les escopetes són exemples bons d'aquest. En aquests dissenys, el carregant del cartutx(s) i el cocking del gallet(s) era operacions separades. Mentre els rifles van evolucionar fora de pressa lluny d'aquests primerenc breech carregant dissenys, el doble-barrelled l'escopeta va retenir la seva popularitat, i, per algun temps, els seus gallets exposats.
L'inventor americà Daniel Myron LeFever fou el primer en desenvolupar una escopeta "sense gallett" el 1878. Va utilitzar percussors interns que eren cocked a mà, però dins 1883, va desenvolupar una versió que cocked els percussors automàticament com l'acció va ser tancada. Aquest tipus de sense gallet acció, o el gall similar-variació damunt oberta, és gairebé universal en modern doble-barrelled escopetes.

## Escopetes de bombeig
Les primeres escopetes d'acció de bomba, com els rifles de palanca que les van precedir, tenien gallets externs. El més famós d'aquests és probablement el Winchester Model 1897. Igual que les escopetes de doble canó, aviat les primeres escopetes de bombeig van ser substituïdes per models amb el gallet completament amagat. Les escopetes modernes de bombeig són totes sense gallet, a excepció de les rèpliques de dissenys antics amb gallets externs que calen en accions de Cowboy,

## Pistoles
Tot i que les escopetes han estat pràcticament sense gallet(els models d'un sol tir són la principal excepció), les pistoles estan disponibles en nombres significatius en moltes formes diferents, amb gallets o sense. Els canons d'atacant, que són cada vegada més habituals, no tenen gallet, mentre que moltes armes que tenen gallets, com ara revòlvers, estan disponibles amb el gallet embolicat o amb l'espurón arrullat. Per poder ocultar o bobinar el gallet d'un revòlver, ha de ser un disseny de doble acció, i la majoria de les pistoles semiautomàtiques amb gallets amortidors o amortidors també són de doble acció.
Mentre les escopetes han anat gairebé enterament sense gallet (econòmic sol-va disparar els models sent l'excepció principal), handguns és disponible en números significatius dins moltes formes diferents, amb gallets exposats o sense. Percussor-va acomiadar pistoles, els quals estan esdevenint més comuns, té cap gallet, mentre moltes pistoles que tenen gallets, com revòlvers, és disponible amb el gallet shrouded o amb l'esperó bobbed fora. Per ser capaç d'encobrir o bob el gallet d'un revòlver, hagi de ser un disseny d'acció doble, i més semiautomàtic pistols amb bobbed o va encobrir els gallets són també doble-acció.

## Descripció de la tecnologia
Un sense gallet l'arma és una modificació de l'original acomiadant mecanisme d'armes de foc. Sense gallet Les armes de foc no presenten un gallet vist tipus “esperó”. Aquesta característica és fàcilment identificable en el de darrere de l'arma accionari i requereix l'operador a mà “gallet” el per parar l'arma. Rifles amb un exposat el gallet era sovint sotmès a cabals accidentals a causa del passador vist. Amb un sense gallet arma un intern acomiadant el passador va reduir el risc de cabal accidental a l'operador, a causa de les característiques de seguretat de l'intern acomiadant passador. El rifle subsegüentment esdevenia capaç d'havent-hi un més ràpid Acomiadant Índex també, perquè l'operador ja no va haver d'a mà “gall” l'arma prèvia a cada cop l'arma va ser alliberada. L'exposat acomiadant el gallet era també sovint agafat damunt roba i interferit amb l'habilitat d'apuntar de l'operador de forma exacta. La introducció de tecnologia sense gallet en rifles i més tard en temps moderns, pistols millorat molt la seguretat, acomiadant índex, i precisió d'armes de foc.

## Rifle sense gallet
El sense gallet repetint el rifle és una arma de foc que opera sense qualsevol gallet extern o acomiadant passador. Sense gallet Les armes de foc no utilitzen un passador d'acomiadar. Aquest dispositiu era primer introduït dins 1879 amb la Seguretat de Clímax Sense gallet Pistola, el qual va ser desenvolupat per tal d'impedir accidents d'ocórrer mentre acomiadant una arma amb un gallet portat que/ acomiada passador. El sense gallet el rifle era més enllà desenvolupat i Arthur Savage de l'Empresa Savage Arms va introduir un model més perfeccionat dins 1895. Aquest rifle pot ser referit a com a sis shooter repetint rifle, a causa de la seva capacitat per portar cinc rondes dins de la revista interna així com un arrodoneixen en el tonell del rifle. Aquesta modificació a armes de foc redueix risc de lesió a l'operador, a causa del clos acomiadant passador. Les versions més velles del rifle van tenir gallets externs, el qual no sempre queda cocked fins al gallet va ser estirat. El Sense gallet el rifle tanca això acomiadant el mecanisme utilitza un “bar de tancar amb clau”, el qual assegura no només els gallets, però també assegura els “blocs d'acomiadar” mentre el tonell és obert per alliberar closques.

## Primers Models
Previ a aquest tecnologia sense gallet, els rifles van ser fixats amb un exposat acomiadant gallet i als temps serien perillosos a l'operador. Rifles sense aquest sense gallet la tecnologia podria ser cocked i accidentalment cabal mentre el breech va ser obert. La por de propietaris de pistola d'aquests cabals accidentals eren bé merescut, i fins i tot aplicat als models més primerencs de sense gallet armes. Sense gallet Les armes eren inicialment acceptat amb algun hesitation, perquè el sense gallet les pistoles van ser fabricades amb un bar de tancar amb clau, el qual assegura el gallet només i no el gallet d'acomiadar. Sense gallet Armes, com la Seguretat de Clímax Sense gallet Pistola, va ser fabricat amb un mecanisme de tancar amb clau que va tancar amb clau el gallet i va presentar un bloc fort que mouria davant de l'arma està acomiadant gallet mentre sent reloaded. El sense gallet Repetint el rifle produït per Armes de Savage dins 1895 va ser encunyat el “Model 1895 Rifle” i dràsticament millorat la palanca estàndard-rifle d'acció del període. Aquesta arma era similar al Clímax Sense gallet Pistola dins disseny, però va ser fabricat dins quantitats de massa per comercialització.

## Història de l'inventor de tecnologia sense gallet en rifles
Arthur W. El Savage va néixer damunt 19 de maig de 1857, Kingston, Jamaica de les Antilles angleses. En l'any 1892 Savage es va traslladar a Utica, NY on va fundar l'Empresa Savage Arms. Savage va començar rifles en desenvolupament i dissenyant armes per esport. Sigui dins 1895 que l'Empresa Savage Arms va desenvolupar un sense gallet repetint rifle, el qual va utilitzar una tecnologia nova a una massa-ideal de rifle recreatiu produït per esportiu i empaitant armes de foc. Dins 1901, Arthur Savage mogut a San Diego, Califòrnia, i va fundar l'Empresa de Pneumàtic del Savage. Després de desenvolupar diversos tipus de pneumàtics de cotxe i tubs interiors per la resta de la seva vida, Arthur Savage va agafar la seva vida pròpia a l'edat de 81.

## La tecnologia sense gallet avui dia
Armes de foc dels temps moderns generalment utilitzen tecnologia sense gallet. Empresa Savage Arms va iniciar l'ús d'aquesta tecnologia dins repetint rifles durant el dinovè segle tardà, però aquesta tecnologia ha portat damunt avui en la majoria d'armes de foc avui. Comparat a pistols i handguns del dinovè segle, el qual hi havia exposat acomiadant gallets, armes com el Glock les sèries han tancat acomiadant els mecanismes que tanquen el gallet d'armes. Sense gallet La tecnologia ha augmentat la seguretat d'armes de foc per reduir risc de lesió a l'operador i per creixent les capacitats tecnològiques d'una mecànica d'armes de foc.